# Quail, Texas
Quail là một nơi ấn định cho điều tra dân số (CDP) thuộc quận Collingsworth, tiểu bang Texas, Hoa Kỳ. Năm 2010, dân số của nơi này là 19 người.

## Dân số
- Dân số năm 2000: 33 người.
- Dân số năm 2010: 19 người.